# Filiași
Filiași város Dolj megyében, Olténiában, Romániában. A Zsil folyó partján helyezkedik el.

## Népessége
| Lakosok száma | 14 294 | 18 692 | 18 802 | 16 900 | 15 031 |
|               | 1977   | 1992   | 2002   | 2011   | 2021   |

## Története
Első írásos említése 1573-ból való. A település 400 éven keresztül a Filișanul bojár család tulajdonában, majd pedig a befolyásuk alatt állt, egészen 1906-ig, amikor a család utolsó tagja, Dimitrie Filișanul meghalt.
A város jelentős vasúti csomópont Craiova, Târgu Jiu és Drobeta Turnu-Severin városok között.